# Cuartel maestre
Cuartel maestre es un cargo que en su origen completaba el de Maestre de campo general y cuyas principales atribuciones las explica Bernardino de Mendoza en su Teórica y práctica de la guerra: 

Cuartel-Maestre quiere decir el Maestro que ha de repartir los cuarteles (que conviene sea muy diestro en el hacerlo) Capitán de guías y espías, y así mismo otros que se llaman Chiefz de Guetz que significa cabezas o cabos de las guardias y centinelas del campo, los cuales sirven de visitarlas de día y noche y todo el círculo del alojamiento, para referir el estado de ellas al Maestre de Campo general, por no ser posible tomar tan grande trabajo al Cuartel Maestre, a quien le toca de oficio tener este cuidado y el hacer relación dello al Maestre General (sic) como al gran Prevoste ó Capitán de campaña referirle lo que pasa en la plaza de vituallas y vivanderos
Bernardino de Mendoza, Teórica y práctica de la guerra pág. 63, donde trata lo referente a campamentos de un modo notable. Edición de 1593

Andando el tiempo, las atribuciones y funciones se fueron enredando y confundiendo hasta llegar a la confusión y desorden de fines del siglo XVII. En la Ordenanza de 1708 las funciones del Cuartel Maestre están concretadas en el tit. 5, trat. 6 y desleídas además en otros varios. Además podemos encontrar la siguiente definición: 

Luego que el Capitán general del ejercito esté nombrado, se le presentará el cuartel maestre general que Yo hubiere elegido; y tomando sus órdenes, se dirigirá con anticipación á la provincia de asamblea para establecer el acantonamiento ó campos de las tropas del ejercito de campaña....(art. 8, tít. 1, trat. 7)

La plana mayor del ejército se compondrá de las clases siguientes: Capitán general, Cuartel maestre general....(art. 1, tit. 2.)